# Certesia quadrinucleata
Certesia · Certesiidae
Famille
Genre
Espèce
Certesia quadrinucleata, unique représentant du genre Certesia et de la famille des Certesiidae, est une espèce de Ciliés de l’ordre des Euplotida.

## Étymologie
Le nom Certesia a été probablement donné en hommage au microbiologiste Adrien Certes (d) (1835-1903), qui fut président  de la Société Zoologique de France.

## Description
Le genre Certesia est un hypotriche marin de forme ovale ayant une bosse en forme de nez sur le bord antérieur droit du corps. Sur le côté gauche, cet organisme a une zone adorale de membranelles bien visible qui s'étend sur une longueur allant du tiers à la moitié du corps. Des cirres sont situées sur la gauche du corps, en position et en nombre variables : de onze à treize fronto-ventraux, cinq grands transversaux et entre six et onze en bordure. Il n'y a pas de cirres caudaux. Le macronoyau est fractionné en un nombre variable de parties.

## Habitet et répartition
Certesia est un organisme marin réparti de façon assez éparse à la surface du globe.

## Systématique
Le nom valide de ce taxon est Certesia quadrinucleata, proposé par le naturaliste français Paul Louis Marie Fabre-Domergue en 1885. La famille monotypique des Certesiidae est attribuée à Arthur C. Borror (d) & Bruce F. Hill (d) en 1995.
Certesia quadrinucleata a pour synonyme :
- Certesia ovata Vacelet, 1960

## Publication originale
- P.L. Fabre-Domergue, 1885, « Note sur les infusoires ciliés de la Baie de Concarneau », Journal of anatomy and physiology, vol. 21, p. 554-568.